# Elazığspor
Elazığspor is een voetbalclub opgericht in 1967 te Elazığ, Turkije. 
De thuisbasis van de voetbalclub is het Gençlik Merkezi Sentetik Sahası. Aartsrivaal van Elazığspor is Malatyaspor. En de broederploeg is Sivasspor. De club heeft nog geen goede prestaties behaald in de hoogste competitie van Turkije. In het Turkse bekertoernooi behaalde de club in 1976 de kwartfinales, tegen Göztepe. Elazığ verloor de eerste wedstrijd met 2-1 en speelde thuis met 1-1 gelijk in de terugwedstrijd. Dit was de beste prestatie in de clubgeschiedenis. 

Elazığ ligt in Oost-Anatolië.

## Geschiedenis

### Oprichting
Elazığspor is opgericht na een fusie tussen Merkez Gençlik, Güvenspor en Harputspor. Elazığspor heeft sinds de oprichting vier seizoenen in de Süper Lig gevoetbald.

### Oprichters
- Suat Taydaş
- Fahri Sunguroğlu
- Necdet Altınterim
- Yılmaz Çorbacıoğlu
- Talat Güler
- Metin Kurtoğlu
- Sedat Yıldız
- Mürşit Öztürk

### Vanaf de jaren 90
In 1990 promoveerde de club na 3 jaar 2. Lig uiteindelijk dan toch naar 1. Lig. Daar bleef de ploeg maar 2 seizoenen en zakte dan toch terug naar 2. Lig. Vanaf 1992 tot en met 1995 speelde de club dan op de derde hoogste niveau (2. Lig) van Turkije. In 1995 promoveerde de club terug naar 1. Lig. Daar bleef ze 7 jaar, en steeg voor het eerst sinds het bestaan in 2002 naar de  Süper Lig. Elazığ kon maar twee jaar op het hoogste niveau van het land voetballen, en zakte dus in 2004 terug naar de 1. Lig. Het ging nog erger met de club, toen de club in 2008 nog eens degradeerde, nu naar de 2. Lig. In het seizoen 2010-2011 promoveerde de club terug naar de 1. Lig. 

### 2011-heden
In het seizoen 2011-12 speelde de club in de 1. Lig. Elazığspor eindigde achter Akhisar Belediyespor, op een 2de plaats. Zo promoveerde de club in 2012 weer naar de Super Lig. De club veranderde in het seizoen 2012-13 haar naam naar; Sanica Boru Elazığspor of kortweg SB Elazığspor. In het seizoen 2012-2013 werd de club 13de in de rangschikking. Het bekeravontuur verliep ook niet goed en was de 3de ronde het eindstation. De club verloor uit tegen Pendikspor met een 2-3 score. Na dit seizoen nam trainer Yılmaz Vural ontslag, ook al had hij een goed seizoen achter de rug. In het seizoen 2013-2014 degradeerde de club onder de naam Elazığspor weer naar de TFF 1. Lig, waarin het nog steeds uitkomt. In het seizoen 2015-16 heette de club Vartaş Elazığspor, als gevolg van een sponsordeal. Vanaf 2016-17 is de naam gewijzigd naar Elazığspor. In januari 2018 werd er een contract voor anderhalf jaar gesloten waardoor de nieuwe naam Tetiş Yapı Elazığspor is geworden. Per maart 2019 zal de club in verband met een sponsorovereenkomst tot en met 31 december 2019 Birevim Elazığspor heten.
Halverwege het seizoen 2019-20 heeft Elazığspor zich als gevolg van de aardbeving van 24 januari 2020 teruggetrokken uit de competitie met akkoord van de Turkse voetbalbond. De resterende wedstrijden zullen een reglementaire verlies van 3-0 betekenen. De club zal de voetbalactiviteiten in de TFF 2. Lig in het seizoen 2020-21 weer oppakken.

## Algemeen

### Stadion
Het Atatürkstadion is het stadion waar Elazığspor zijn thuiswedstrijden speelt. Het telt in totaal 15.000 zitplaatsen, werd in 1974 geopend en ook nog eens vernieuwd in 2012. Het stadion is echter pas vanaf 2009 de thuisbasis van Elazığspor. De club mag het tien jaar gebruiken. Vanaf het seizoen 2019-20 speelt de club in het Gençlik Merkezi Sentetik Sahası, dat plaats biedt aan 1.061 toeschouwers.

### Supporters
Elazığspor is bekend met zijn grote supportersaantal. Ze hebben twee supportersgroepen genaamd; Gençlik 23 en Abluka Narkoz. Gençlik 23 betekent namelijk in het Nederlands Jeugd 23. Deze groep werd opgericht in 1990.

### Kleuren en Logo
De kleuren van het ploeg zijn Bordeaux en Wit. In het clublogo zijn naast de vlag van Turkije ook drie kaarsen te zien. Deze kaarsen representeren een lokale dans: Çayda Çıra. Hierbij wordt met kaarsen in de hand gedanst. In een bordeaux kleur zijn de woorden Elazığspor en 1967 te zien.

### Primeurs van Elazığspor
- Eerste officiële wedstrijd: Çanakkalespor - Elazığspor (0-0)
- Eerste voorzitter: Suat Taydaş
- Eerste trainer: Nadir Bahadır
- Eerste aanvoerder: Naşit Erdem
- Eerste topscorer: Hıdır Bilek (28 doelpunten in 1970)
- Eerste overwinning: tegen Çorumspor (1-0)
- Eerste nederlaag: tegen Iskenderunspor (0-1)
- Grootste overwinning: tegen Bitlispor (8-0)
- Eerste kampioenschap: 1974-1975 (3. Lig winnaar)

## Statistieken

### Gespeelde divisies
- Süper Lig: 2002–04, 2012–14
- 1. Lig: 1974–82, 1983–85, 1986–87, 1990–92, 1995–02, 2004–08, 2011–12, 2014-2019
- 2. Lig: 1968–75, 1985–86, 1987–90, 1992–95, 2008–11, 2019-
- 3. Lig: 1982–83

### Resultaten
| Seizoen  | Klasse | Klasse | Klasse | Klasse | Reeks     | Punten | Beker |
|          | I      | II     | III    | IV     |           |        |       |
| -------- | ------ | ------ | ------ | ------ | --------- | ------ | ----- |
| 2000/01  |        | 2      |        |        | 1. Lig    | 34     |       |
| 2001/02  |        | 2      |        |        | 1. Lig    | 75     | 3R    |
| 2002/03  | 13     |        |        |        | Süper Lig | 37     | 2R    |
| 2003/04  | 18     |        |        |        | Süper Lig | 22     | 1R    |
| 2004/05  |        | 6      |        |        | 1. Lig    | 57     |       |
| 2005/06  |        | 10     |        |        | 1. Lig    | 45     |       |
| 2006/07  |        | 7      |        |        | 1. Lig    | 50     | 2R    |
| 2007/08  |        | 16     |        |        | 1. Lig    | 34     |       |
| 2008/09  |        |        | 9      |        | 2. Lig    | 19     |       |
| 2009/10  |        |        | 11     |        | 2. Lig    | 12     |       |
| 2010/11  |        |        | 1      |        | 2. Lig    | 71     |       |
| 2011/12  |        | 2      |        |        | 1. Lig    | 61     |       |
| 2012/13  | 13     |        |        |        | Süper Lig | 43     | 3R    |
| 2013/14  | 16     |        |        |        | Süper Lig | 34     | 3R    |
| 2014/15  |        | 12     |        |        | 1. Lig    | 42     | 3R    |
| 2015/16  |        | 5      |        |        | 1. Lig    | 52     | 3R    |
| 2016/17  |        | 10     |        |        | 1. Lig    | 41     | Groep |
| 2017/18  |        | 10     |        |        | 1. Lig    | 41     | 4R    |
| 2018/19  |        | 17     |        |        | 1. Lig    | 25     | 3R    |
| 2019/20* |        |        | --     |        | 2. Lig    | 16     | 3R    |
|          |        |        |        |        |           |        |       |

*Seizoen 2019-20: Elazığspor heeft zich als gevolg van de aardbeving van 20 januari 2020 teruggetrokken uit de competitie met akkoord van de Turkse voetbalbond

## Sponsoring

### Shirt fabrikanten
| Jaartal   | Fabrikant   |
| --------- | ----------- |
| 2007-2008 | Adidas      |
| 2008-2011 | Umbro       |
| 2011-2012 | Lotto Sport |
| 2012-     | Umbro       |

### Shirt sponsors
| Jaartal   | Fabrikant    |
| --------- | ------------ |
| 2010-2011 | Cola Turka   |
| 2011-     | Kolin İnşaat |

### Clubnaam sponsors
| Jaartal   | Fabrikant              |
| --------- | ---------------------- |
| 2012-2013 | Sanica Boru Elazığspor |
| 2015-2016 | Vartaş Elazığspor      |
| 2018-2019 | Tetiş Yapı Elazığspor  |
| 2019      | Birevim Elazığspor     |

## Bekende (oud-)spelers
Turken
- Gökhan Emreciksin
- Orhan Ak
- Aydın Karabulut
- Sinan Kaloğlu
- Sezer Badur
- Serdar Gürler
- Mustafa Sarp
- Önder Turacı
- Orkun Uşak
- Serdar Özkan
- Çağlar Birinci
- Serdar Kulbilge

Argentijnen
- Franco Cángele

Fransen
- Julien Faubert

Ghanezen
- Richard Kingson

Guinees
- Pascal Feindouno

Kameroens
- Hervé Tum

Nederlanders
- Roland Alberg
- Erol Erdal Alkan
- Deniz Aslan
- Marvin Zeegelaar

Slowaken
- Juraj Czinege
- Miroslav König